# UTC−9
UTC−9 временска зона која се користи у:

## Као стандардно време (целе године)
- Француска Полинезија
  -  Острва Гамбје

## Као стандардно време само зими (северна хемисфера)
- Сједињене Државе (AKST - Alaska Time Zone)
  -  Аљаска (изузев Алеутских острва)

## Као летње указно време (лето на северној хемисфери)
- Сједињене Државе (HDT — Hawaii-Aleutian Daylight Time)
  -  Аљаска
    - Алеутска острва